# Roupala cearaensis
Roupala cearaensis är en tvåhjärtbladig växtart som beskrevs av Herman Otto Sleumer. Roupala cearaensis ingår i släktet Roupala och familjen Proteaceae. Inga underarter finns listade i Catalogue of Life.